# Хелмо
Хелмо (пол. Chełmo) — село в Польщі, у гміні Масловиці Радомщанського повіту Лодзинського воєводства.
Населення — 481 особа (2011).
У 1975-1998 роках село належало до Пйотрковського воєводства.

## Демографія
Демографічна структура станом на 31 березня 2011 року:
|          | Загалом | Допрацездатний вік | Працездатний вік | Постпрацездатний вік |
| -------- | ------- | ------------------ | ---------------- | -------------------- |
| Чоловіки | 245     | 48                 | 168              | 29                   |
| Жінки    | 236     | 39                 | 122              | 75                   |
| Разом    | 481     | 87                 | 290              | 104                  |